# Invicta Fighting Championships
Invicta Fighting Championships, Invicta FC – amerykańska organizacja promująca mieszane sztuki walki (MMA). W przeciwieństwie do innych organizacji, na galach Invicta rywalizują ze sobą tylko kobiety. Prezydentem organizacji jest Shannon Knapp, a matchmakerem Julie Kedzie. Walki odbywają się w klatce (oktagonie).

## Informacje ogólne
Założona w 2012 przez Shannon Knapp i Janet Martin, za cel stawiając sobie promocję żeńskiego MMA. Pierwsza gala odbyła się 28 kwietnia 2012, w Kansas City, gdzie w walce wieczoru zmierzyły się, była mistrzyni Strikeforce Marloes Coenen oraz Romy Ruyssen. Do gali numer 3, imprezy były transmitowane za darmo na oficjalnej stronie internetowej. Począwszy od czwartej gali transmisje są formacie pay-per-view. W czerwcu 2012 została nawiązana współpraca z japońską żeńską federacją JEWELS, a we wrześniu z hinduskim Super Fight League.
5 stycznia 2013 Carla Esparza została pierwszą mistrzynią Invicta. W czerwcu 2014 nawiązano ścisłą współpracę z UFC, co zaowocowało m.in. transmisjami gal Invicta na oficjalnej platformie internetowej UFC Fight Pass oraz transferami zawodniczek do największej organizacji na świecie.
Jak dotąd w organizacji Invicta FC walczyło pięć Polek, były to Karolina Kowalkiewicz, Agnieszka Niedźwiedź, Karolina Wójcik, Magdalena Czaban oraz Barbara Grabowska.

## Zasady
- każda walka oprócz walki o mistrzostwo liczy 3 rundy
- walka o mistrzostwo liczy 5 rund
- każda runda trwa 5 minut
- przerwa pomiędzy rundami trwa 1 minutę

Sposoby wyłonienia zwycięzcy:
- poddanie (odklepanie lub słownie)
- nokaut
- techniczny nokaut
- decyzja sędziów
- dyskwalifikacja

Akcje zabronione:
- uderzanie głową
- każdy atak na oczy
- gryzienie
- szarpanie lub pociąganie za włosy
- zahaczanie (polega na zrobieniu „haka” z palca bądź z kilku palców i włożeniu ich do ust przeciwnika, a następnie ciągnięciu)
- wszelkie ataki na krocze
- bezpośredni atak na kręgosłup, obojczyk oraz tył głowy
- uderzenia z góry dolną częścią łokcia
- uderzenie w gardło, oraz łapanie tchawicy
- szczypanie, drapanie itp.
- kopanie głowy leżącego lub klęczącego przeciwnika
- naskakiwanie (nogą) na leżącego przeciwnika (ang. stomp)
- kopanie piętami po nerkach
- dźwignie na małe stawy (np. palce)
- wyrzucanie przeciwnika poza ring
- wkładanie palców w otwarte rany przeciwnika
- przytrzymywanie spodenek lub rękawic przeciwnika
- plucie
- trzymanie siatki
- używanie wulgaryzmów na ringu
- atak podczas przerwy
- atak na przeciwnika, pod ochroną sędziego
- atak po gongu
- świadome lekceważenie instrukcji oraz samego sędziego
- uporczywe unikanie kontaktu z przeciwnikiem
- symulowanie kontuzji

## Kategorie wagowe
- piórkowa (do 66 kg / 145 lb)
- kogucia (do 61 kg / 135 lb)
- musza (do 57 kg / 125 lb)
- słomkowa (do 52 kg / 115 lb)
- atomowa (do 48 kg / 105 lb)

## Obecne mistrzynie

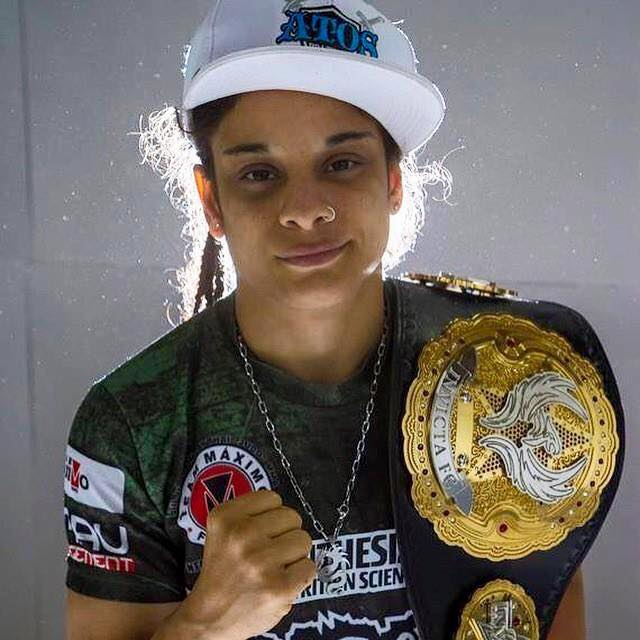
Livia Renata Souza – była mistrzyni kategorii słomkowej (2015–2016)

| Kategoria | Waga              | Mistrzyni          | Od                               | Obrony tytułu |
| --------- | ----------------- | ------------------ | -------------------------------- | ------------- |
| Piórkowa  | do 66 (145 lb)    | wakat              |                                  |               |
| Kogucia   | do 61 (135 lb)    | Talita Bernardo    | 18 stycznia 2023 (Invicta FC 51) | 1             |
| Musza     | do 57 kg (125 lb) | wakat              |                                  |               |
| Słomkowa  | do 52 kg (115 lb) | wakat              |                                  |               |
| Atomowa   | do 48 kg (105 lb) | Elisandra Ferreira | 20 września 2024 (Invicta FC 57) | 0             |